# Nhà giam Tokyo
Nhà giam Tokyo (東京拘置所 Tōkyō Kōchisho) là một cơ sở cải huấn ở Katsushika, Tokyo. Nhà tù, do Bộ Tư pháp điều hành, là một trong bảy trung tâm giam giữ thực hiện các vụ hành quyết ở Nhật Bản. Nơi đây được sử dụng để giam giữ những người đang chờ xét xử, những người bị kết án trọng tội và những người bị kết án tử hình. Vào tháng 4 năm 2019, Đội Ứng phó An ninh Đặc biệt, một đơn vị phản ứng chiến thuật, được thành lập tại nhà giam này.